# Danaus genutia
Danaus genutia is een vlinder uit de familie Nymphalidae, onderfamilie Danainae.
De naam Danaus genutia is voor het eerst geldig gepubliceerd door Cramer in 1779.

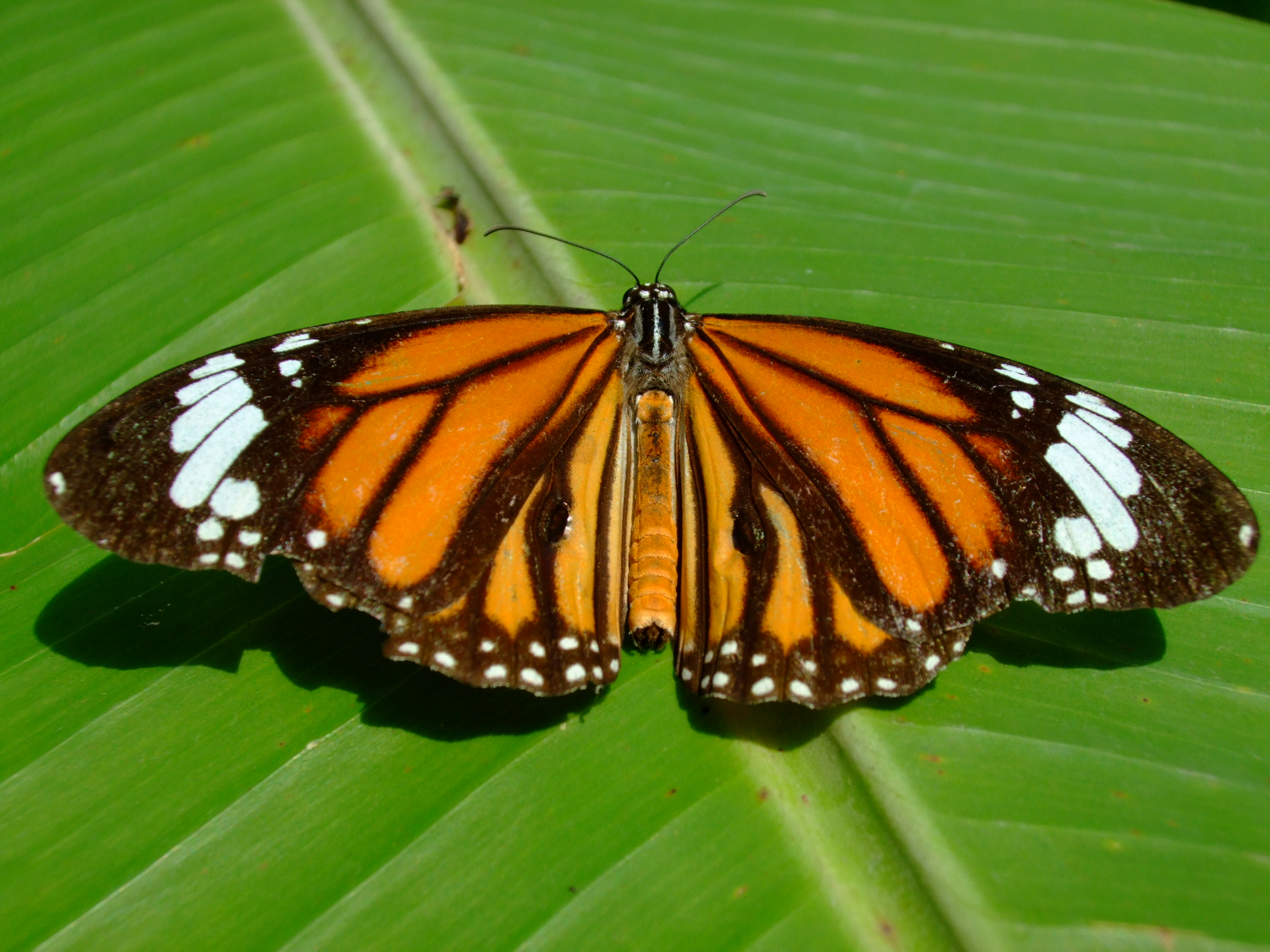
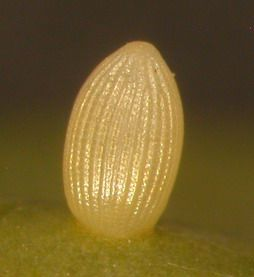
Eitje
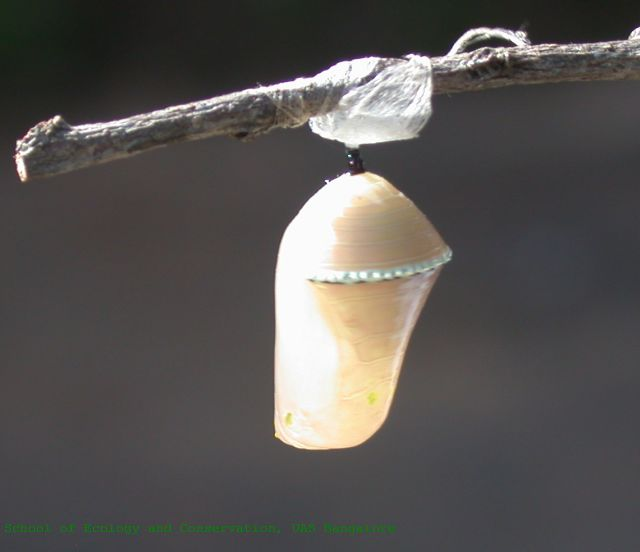
Pop
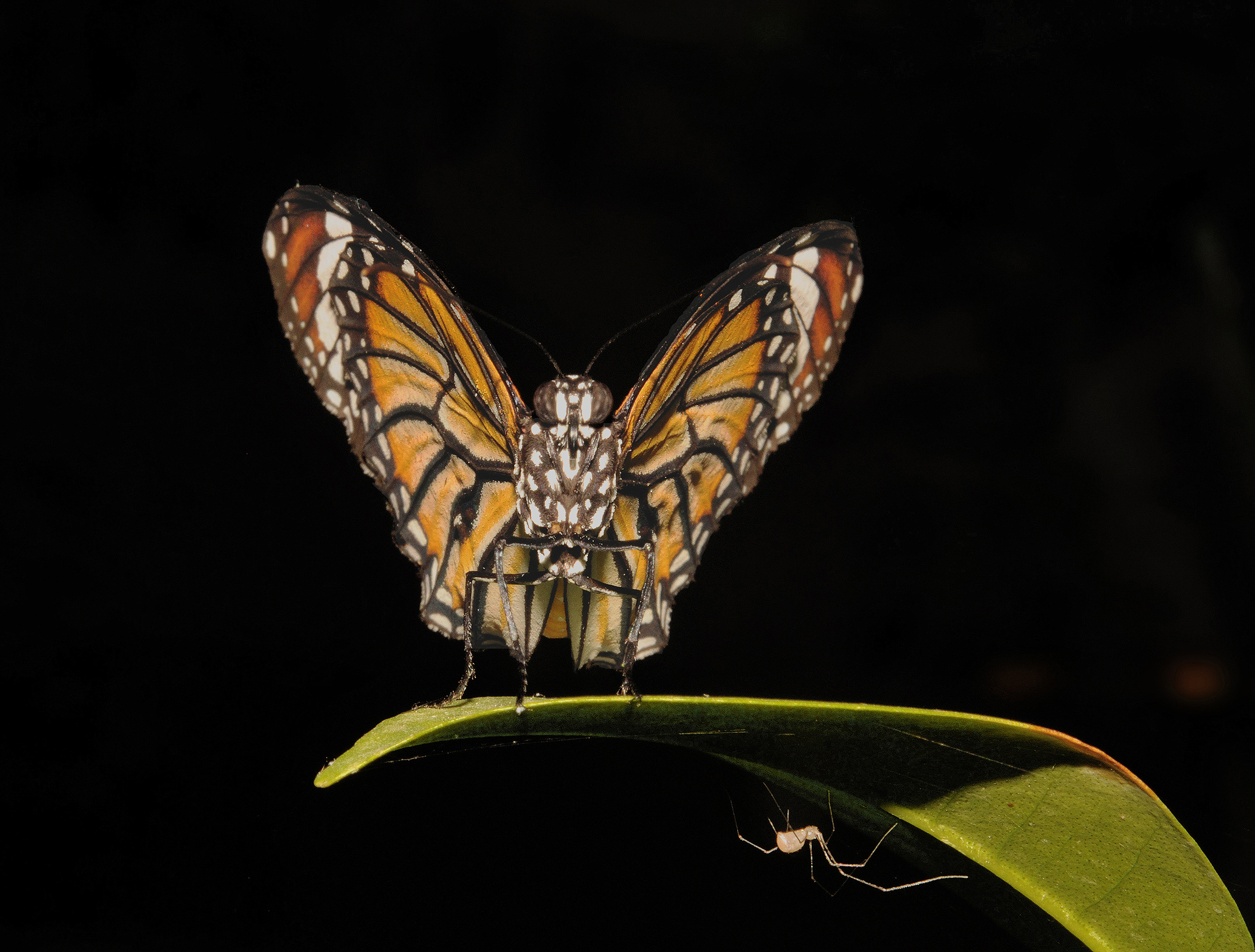
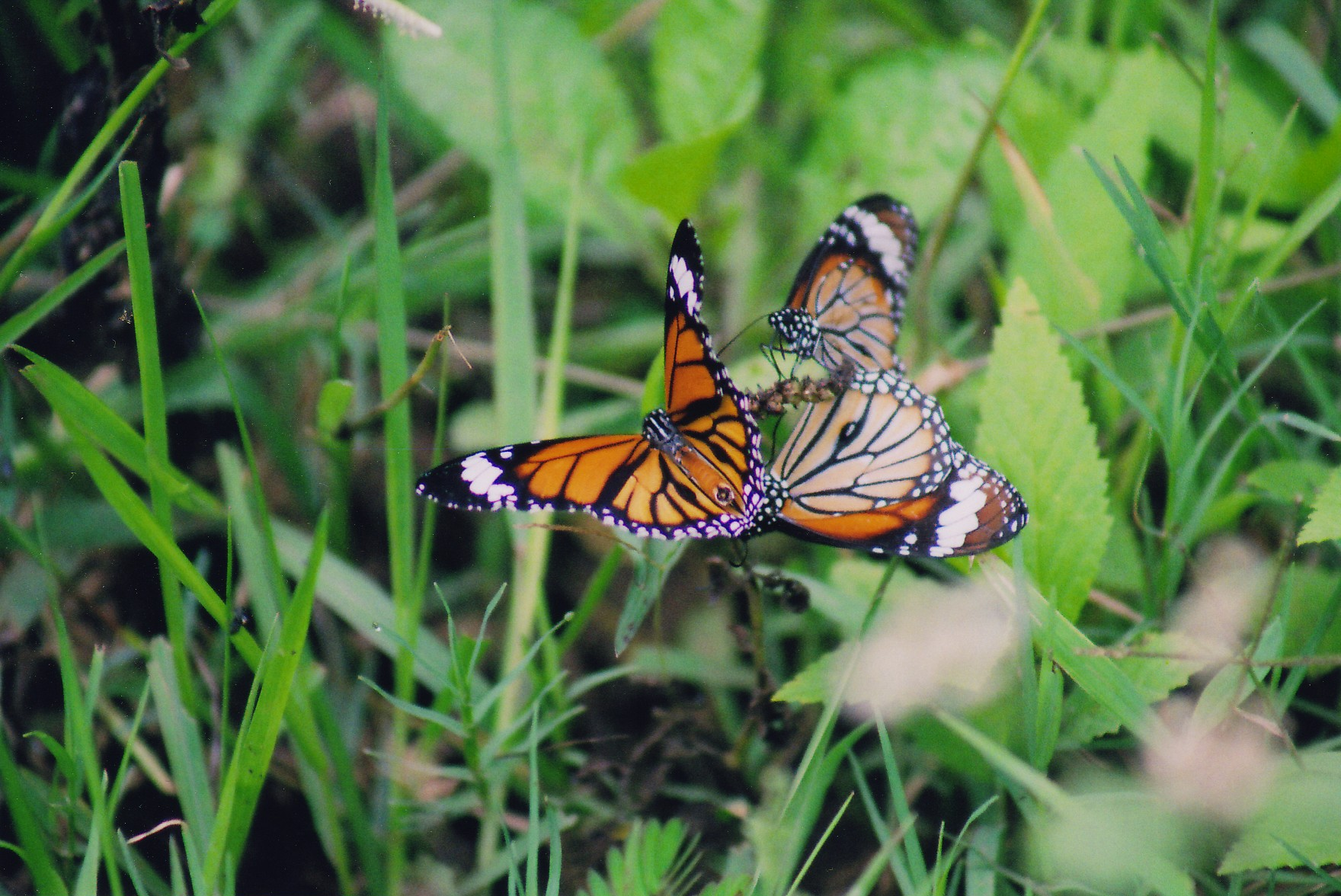